# 156-os busz (Budapest)
A budapesti 156-os jelzésű autóbusz a Széll Kálmán tér és a XII. kerületi Dániel út között közlekedik. A vonalat a Budapesti Közlekedési Zrt. üzemelteti. A járműveket a Kelenföldi és Óbudai autóbuszgarázs állítja ki.
A Széll Kálmán tér és a Fészek utca megállóhely között azonos útvonalon halad a 155-össel.
Szombaton és munkaszüneti napokon nem közlekedik.

## Története
A járat 39B jelzéssel indult ismeretlen időpontban a Vígszínház és a Dániel út között, jelzését 1962. augusztus 6-án 39A-ra változtatták. 1970. december 15-étől a Madách tértől indult a Dániel út felé, majd 1972. december 23-án a 2-es metró átadása miatt megszűnt. 1973. szeptember 17-én a Moszkva tér és a Dániel út között újra forgalomba helyezték, szintén 39A jelzéssel. 1974. január 14-én az 56Y jelzést, majd 1977. január 1-jén a 156-os jelzést kapta.
A 2008-as paraméterkönyv szerint a busz a 158-as busz pótlására a Szarvas Gábor úton haladva a Libegőig közlekedett volna, azonban a lakók tiltakozására ez nem valósult meg.
2015. február 27-étől március 2-áig a 2-es metró Széll Kálmán téri állomásának lezárása miatt a 155-ös és a 156-os buszok meghosszabbított útvonalon, a Batthyány térig közlekedtek.
2015. május 31-étől augusztus 30-áig a Széll Kálmán tér felújítása miatt a Széna térig közlekedett a 155-ös busszal együtt.
2020. április 1-jén a koronavírus-járvány miatt bevezették a szombati menetrendet, ezért a vonalon a forgalom szünetelt. Az intézkedést a zsúfoltság miatt már másnap visszavonták, így április 6-ától újra a tanszüneti menetrend van érvényben, a szünetelő járatok is újraindultak.

## Járművek
A 2008-as paraméterkönyv bevezetésekor Ikarus 415-ös és alacsony padlós Ikarus 412-es típusú buszok közlekedtek.
Napjainkban a viszonylaton alacsony padlós Mercedes-Benz Citaro, Mercedes-Benz Conecto és Modulo M108d típusú buszok közlekednek.

## Útvonala
| Dániel út felé                                                                                     |
| Széll Kálmán tér M vá. – Szilágyi Erzsébet fasor – Kútvölgyi út – Szarvas Gábor út – Dániel út vá. |
| Széll Kálmán tér felé                                                                              |
| Dániel út vá. – Szarvas Gábor út – Kútvölgyi út – Szilágyi Erzsébet fasor – Széll Kálmán tér M vá. |

## Megállóhelyei
Az átszállási kapcsolatok között a 155-ös jelzésű járat nincsen feltüntetve, mivel ugyanazon az útvonalon közlekednek.
| 0  | Széll Kálmán tér M végállomás | 10 | 4, 6, 17, 56, 56A, 59, 59A, 59B, 61 5, 16, 16A, 21, 21A, 22, 22A, 39, 91, 102, 116, 128, 129, 139, 140, 140A, 149, 221, 222 781, 782, 783, 784, 785, 786, 787, 789, 791, 793, 794, 795 | Autóbusz-állomás, Metróállomás, Volánbusz-állomás, Mamut bevásárlóközpont |
| 1  | Nyúl utca                     | 8  | 56, 56A, 59, 59B, 61 5, 91 | Fogaskerekű-állomás                                                       |
| 2  | Városmajor                    | 7  | 56, 56A, 59, 59B, 60, 61 5, 22, 22A, 91, 222 | Fogaskerekű-állomás                                                       |
| 3  | Szent János Kórház            | 6  | 56, 56A, 59, 59B, 60, 61 5, 22, 22A, 91, 128, 129, 222 781, 782, 783, 784, 785, 786, 787, 789, 791, 793, 794, 795                                                                      | Fogaskerekű-állomás, Szent János kórház                                   |
| 5  | Rendelőintézet                | 5  | | II. kerületi szakorvosi rendelő                                           |
| 5  | Pető Intézet                  | 4  | | Pető intézet                                                              |
| 6  | Virányos út                   | 3  | |                                                                           |
| 7  | Kútvölgyi út, Traumatológia   | 3  | | II. kerületi traumatológia                                                |
| 8  | Fészek utca                   | 2  | |                                                                           |
| ∫  | Dániel út                     | 1  | |                                                                           |
| 10 | Dániel út végállomás          | 0  | |                                                                           |